# 卢夫林
卢夫林，是西班牙安达卢西亚自治区阿尔梅里亚省的一个市镇。 总面积138km2, 总人口1670人（2001年），人口密度12人/km2。